# 粉舞蟌
粉舞蟌（学名：Argia moesta）是蜻蛉目下的一种蜻蜓
，
分布于美国中部、东部与加拿大东南部
。

## 成虫描述
雄性腹端为浅蓝色。未成熟的雄性呈棕褐色至深棕色，成熟后几乎完全变白
:62-63。
雌性的胸节可有两种不同颜色，故分为棕形与蓝形
。

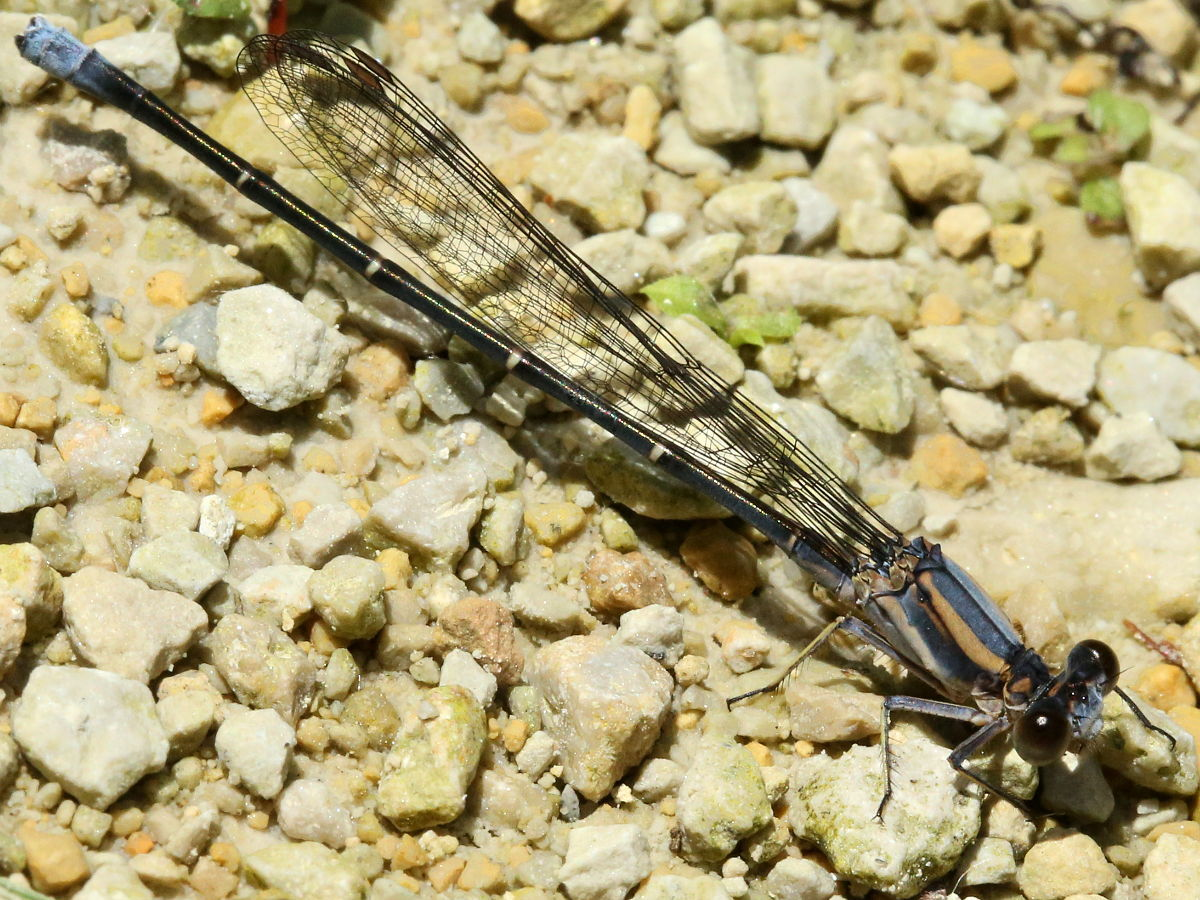
年轻雄性
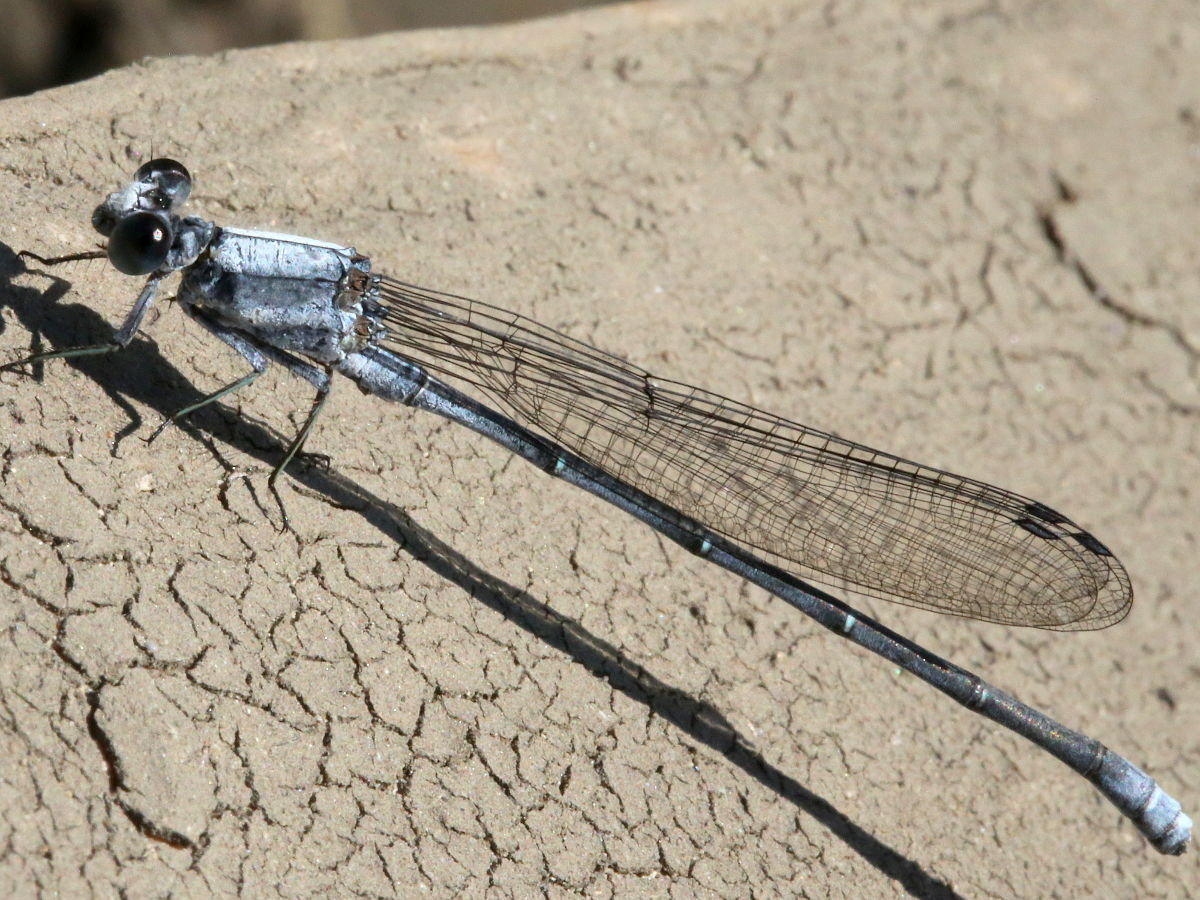
成熟雄性
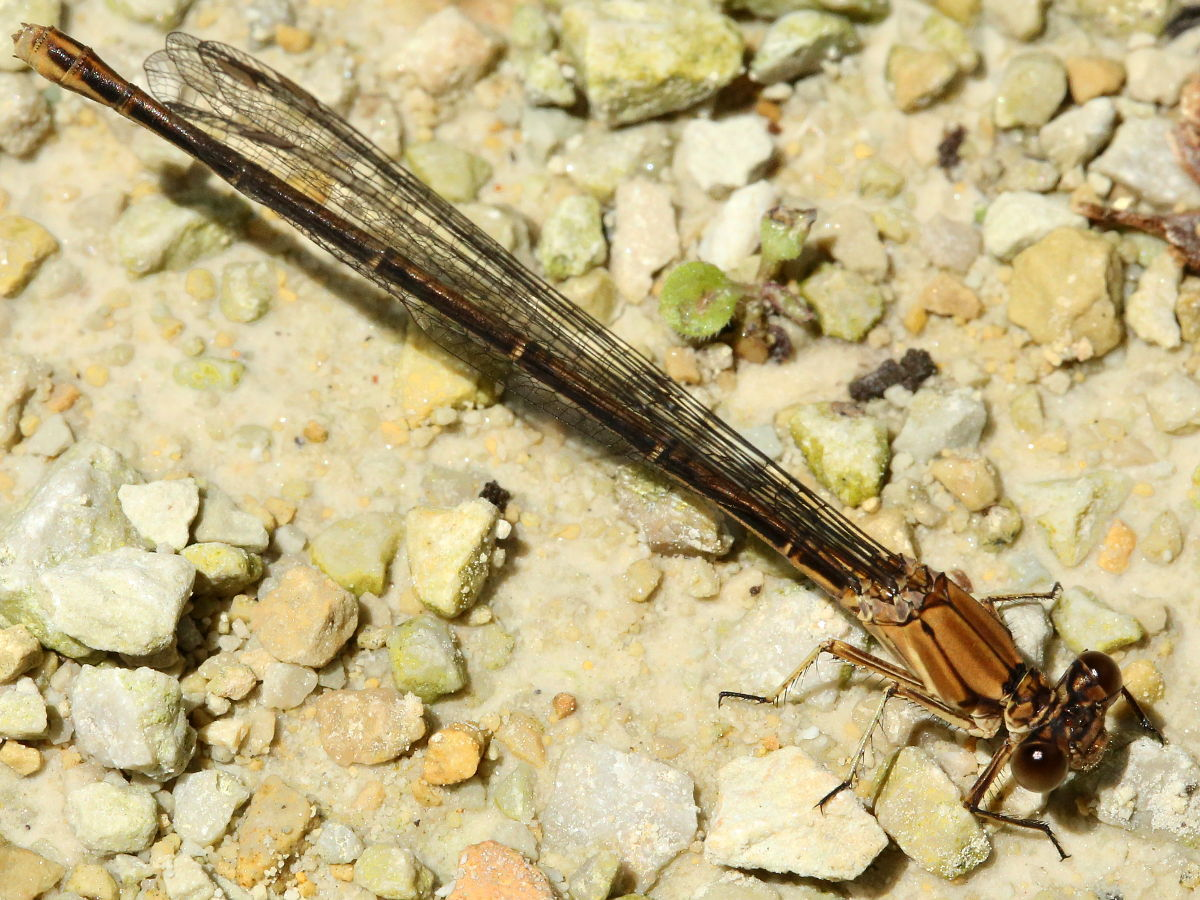
棕形雌性
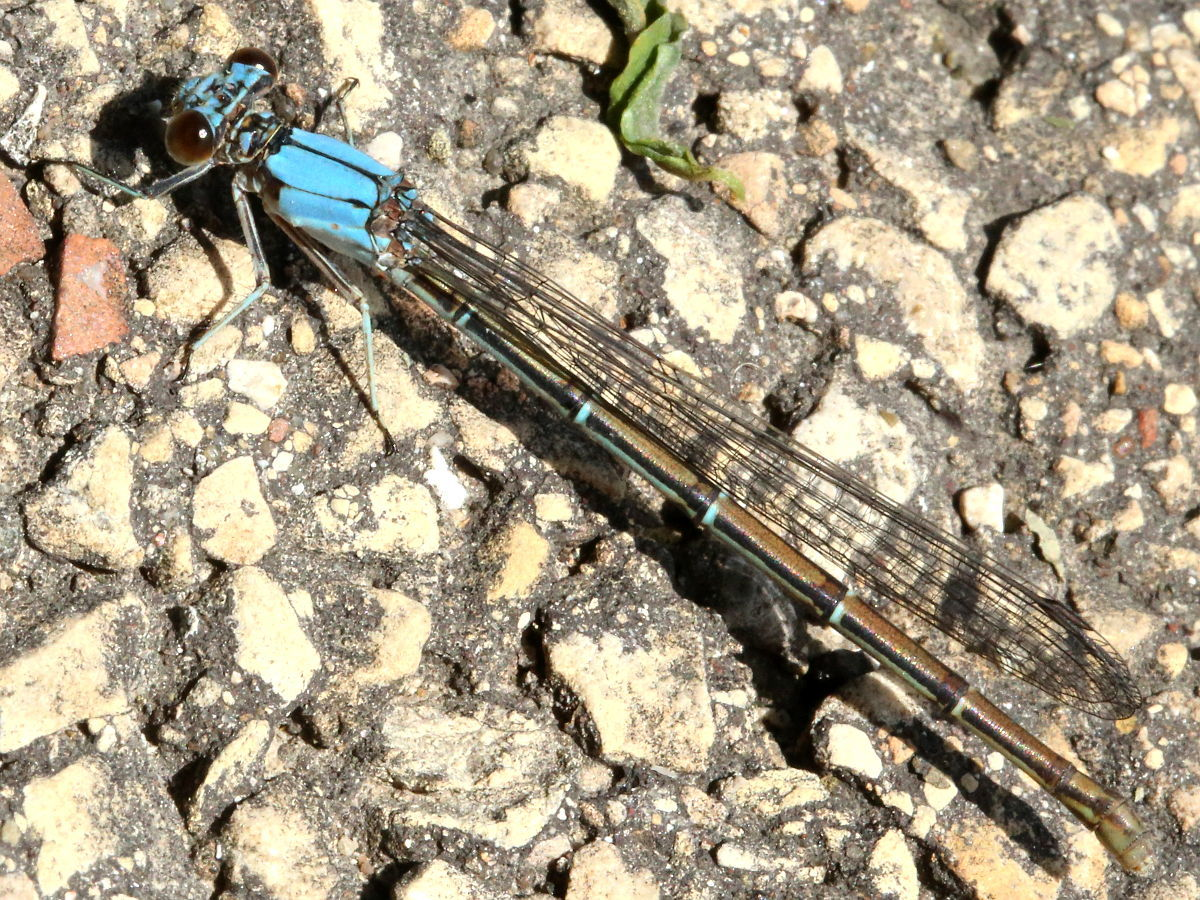
蓝形雌性

## 繁殖
交配时一对成虫会先「串连」起来：雄虫以它腹节后的鳍足抓住雌虫的头部和胸节之间，形成串连（tandem）。然后雌虫把她的腹节弯曲至雄虫腹节的第二、三节去取精子；这对便形成一个「轮」（wheel）。交配时两性都可能变色
:5-6
。
受精后，这对串连会在水面上一起飞行，寻找一些较浅的水生植物去產卵。 雌虫会用她的产卵器将她的卵插入植物组织，雄虫则保持串连以便看守
。 

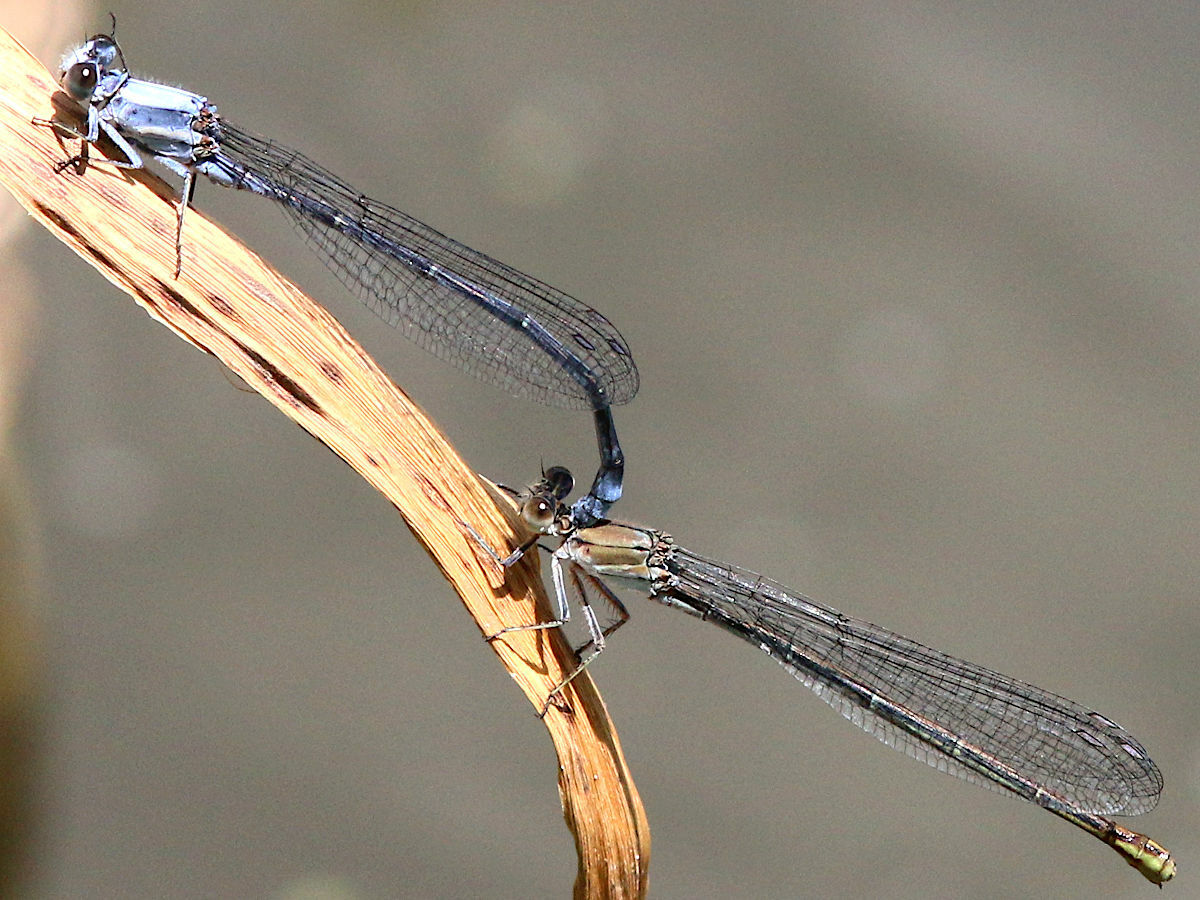
配偶串连
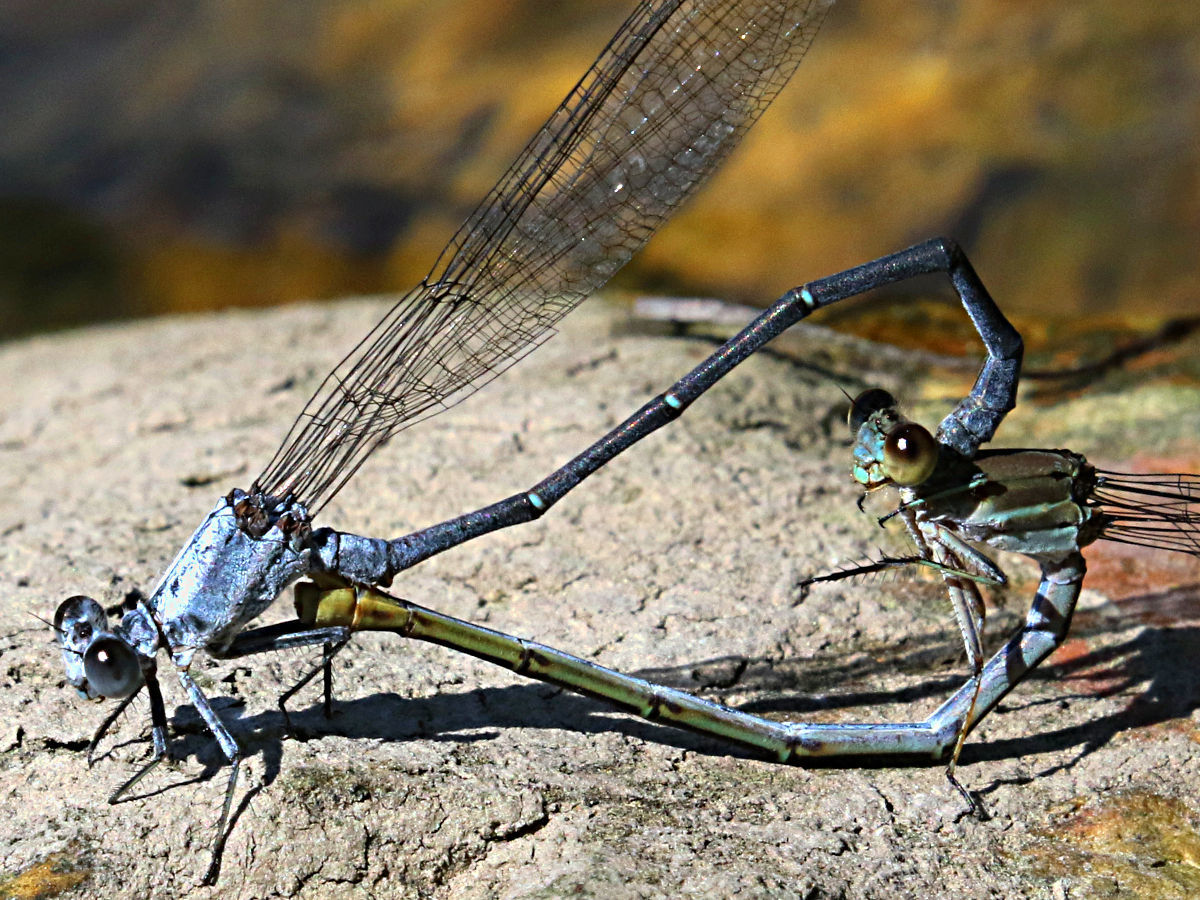
交配轮
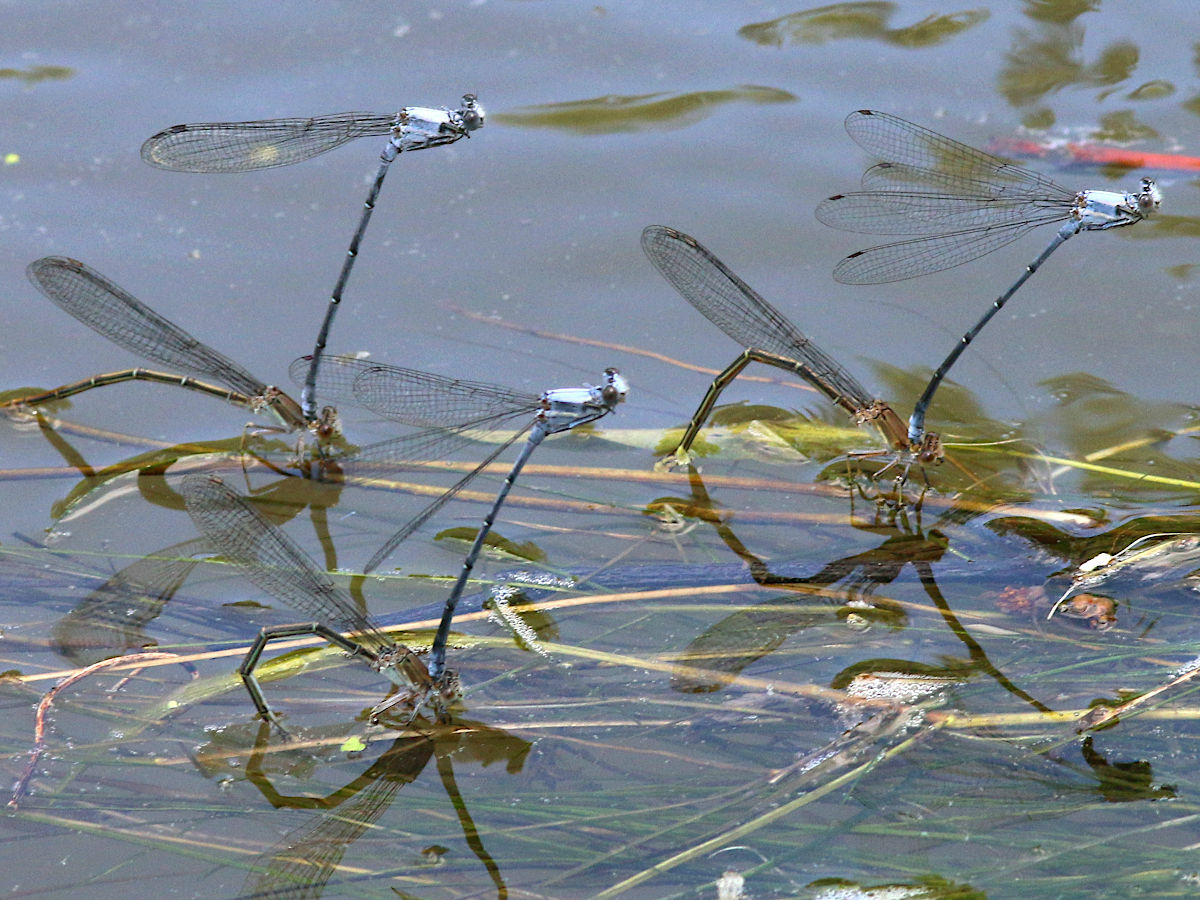
守护產卵